# Twin-scaling
Twin-scaling ist eine vor allem in der kommerziellen Gärtnerei verwendete Methode zur Vermehrung von Pflanzen. Sie wird vor allem bei dicht aufgebauten Zwiebeln verwendet, wie sie bei Narzissen, Schneeglöckchen und Hyazinthen vorkommen.
Beim Twin-Scaling wird die Mutterzwiebel so geteilt, dass jeweils zwei Zwiebelschuppensegmente noch durch ein Stück des Zwiebelbodens miteinander verbunden sind. Diese Segmente werden nach einer Behandlung mit Fungiziden in einen speziellen Nährboden eingesetzt und dort weiterkultiviert. Narzissen benötigen etwa vier Jahre, bis diese so herangezüchteten Zwiebeln blühfähig sind. Aus einer großen Narzissenzwiebel lassen sich auf diese Weise 25 bis 35 Jungzwiebeln heranzüchten. 
In Holland gibt es spezielle Gärtnereien, die sich auf diese Vermehrung von Blumenzwiebeln spezialisiert haben. Züchter neuer Sorten senden diesen Gärtnereien häufig Zwiebeln zu, um so einen großen Sortenbestand heranzuziehen.